# Lista de países onde o inglês é a língua oficial
Esta é uma lista de países e territórios onde o inglês é  a língua oficial. Em 2016, a língua inglesa era de jure oficial em 41 Estados soberanos membros da ONU e em dois não membros (Ilhas Cook e Niue, estados associados à Nova Zelândia), além de ser de fato a língua oficial da Austrália, Canadá, Estados Unidos e Nova Zelândia. O inglês também é o idioma oficial do parlamento de Maurício. A língua inglesa também é de jure, ou de fato, oficial em 27 entidades não soberanas. Muitas subdivisões de países declararam o inglês como língua oficial a nível local ou regional.
Mapa dos países e territórios de língua oficial inglesa
Clique em uma área colorida para ver um artigo sobre um país ou região anglófona.

## Estados
| Países                          | Continentes      | População     | Língua principal                                               |
| ------------------------------- | ---------------- | ------------- | -------------------------------------------------------------- |
| África do Sul                   | África           | 49 991 300    | Não                                                            |
| Antígua e Barbuda               | Caribe           | 88 000        | Sim                                                            |
| Bahamas                         | América central  | 357 000       | Sim                                                            |
| Barbados                        | Caribe           | 294 000       | Sim                                                            |
| Belize                          | América central  | 300 000       | Sim                                                            |
| Botswana                        | África           | 850 222       | Não                                                            |
| Camarões                        | África           | 18 467 692    | Não                                                            |
| Canadá                          | América do Norte | 33 531 000    | Sim                                                            |
| Dominica                        | Caribe           | 73 000        | Sim                                                            |
| Fiji                            | Oceania          | 905 354       | Não                                                            |
| Filipinas                       | Ásia             | 90 457 200    | Não (mas é usado em negócios comerciais, na educação e na lei) |
| Gâmbia                          | África           | 1 735 464     | Não                                                            |
| Gana                            | África           | 27 000 000    | Não (usado como língua franca)                                 |
| Granada                         | Caribe           | 100 000       | Sim                                                            |
| Guiana                          | América do Sul   | 953 605       | Sim                                                            |
| Ilhas Cook                      | Oceania          | 20 200        | Sim                                                            |
| Ilhas Marshall                  | Oceania          | 62 000        | Não                                                            |
| Ilhas Salomão                   | Oceania          | 506 992       | Não                                                            |
| Índia                           | Ásia             | 1 237 000 000 | Não (mas é oficial e usado na educação)                        |
| Irlanda                         | Europa           | 4 581 269     | Sim                                                            |
| Jamaica                         | Caribe           | 2 714 000     | Sim                                                            |
| Kiribati                        | Oceania          | 95 000        | Não                                                            |
| Lesoto                          | África           | 2 008 000     | Não                                                            |
| Libéria                         | África           | 3 750 000     | Não                                                            |
| Malawi                          | África           | 15 910 000    | Não                                                            |
| Malta                           | Europa           | 425 000       | Não (mas é oficial e usado na educação)                        |
| Estados Federados da Micronésia | Oceania          | 111 000       | Não                                                            |
| Namíbia                         | África           | 2 074 000     | Não (usado como língua franca)                                 |
| Nauru                           | Oceania          | 15 000        | Não                                                            |
| Nigéria                         | África           | 148 093 000   | Não (usado como língua franca)                                 |
| Niue                            | Oceania          | 1 600         | Não                                                            |
| Palau                           | Oceania          | 21 000        | Não                                                            |
| Papua-Nova Guiné                | Oceania          | 7 167 000     | Não                                                            |
| Paquistão                       | Ásia             | 165 449 000   | Não (mas é oficial e usado na educação)                        |
| Quênia                          | África           | 37 538 000    | Não (usado nos negócios e na educação)                         |
| Ruanda                          | África           | 10 746 351    | Não (uso internacional)                                        |
| Santa Lúcia                     | América Central  | 165 000       | Não (no país é usado um crioulo de base francesa)              |
| Samoa                           | Oceania          | 188 000       | Não                                                            |
| São Cristóvão e Nevis           | América          | 45 000        | Sim                                                            |
| São Vicente e Granadinas        | Caribe           | 120 000       | Sim                                                            |
| Seicheles                       | África           | 100 000       | Não                                                            |
| Serra Leoa                      | África           | 5 866 000     | Não                                                            |
| Singapura                       | Ásia             | 4 839 400     | Não                                                            |
| Essuatíni                       | África           | 1 141 000     | Não                                                            |
| Sudão                           | África           | 40 235 000    | Não                                                            |
| Sudão do Sul                    | África           | 18 560 000    | Não                                                            |
| Tanzânia                        | África           | 49 250 000    | Não                                                            |
| Tonga                           | Oceania          | 106 000       | Não                                                            |
| Trinidad e Tobago               | América Central  | 1 333 000     | Sim                                                            |
| Tuvalu                          | Oceania          | 11 000        | Não                                                            |
| Uganda                          | África           | 30 884 000    | Não (mas é oficial e usado na educação)                        |
| Vanuatu                         | Oceania          | 226 000       | Não                                                            |
| Zâmbia                          | África           | 11 922 000    | Não                                                            |
| Zimbabwe                        | África           | 13 349 000    | Não (usado como língua franca)                                 |

| Países          | Regiões          | População1  | Língua principal                   |
| --------------- | ---------------- | ----------- | ---------------------------------- |
| Austrália       | Oceania          | 23 739 033  | Sim                                |
| Estados Unidos  | América do Norte | 318 857 060 | Sim                                |
| Ilhas Maurícias | África           | 1 262 000   | Não (língua oficial do parlamento) |
| Nova Zelândia   | Oceania          | 4 294 350   | Sim                                |
| Reino Unido     | Europa           | 63 705 000  | Sim                                |

## Entidades não estatais
| Região                                    | Pilão          | População 1 |
| ----------------------------------------- | -------------- | ----------- |
| Acrotíri e Deceleia                       | Reino Unido    | 15 700      |
| Anguila                                   | Reino Unido    | 13 000      |
| Bermudas                                  | Reino Unido    | 65 000      |
| Curaçau                                   | Países Baixos  | 150 563     |
| Gibraltar                                 | Reino Unido    | 29 257      |
| Guam                                      | Estados Unidos | 173 000     |
| Guernsey                                  | Reino Unido    | 61 811      |
| Hong Kong                                 | China          | 7 000 000   |
| Ilha Christmas                            | Austrália      | 1 508       |
| Ilha de Man                               | Reino Unido    | 80 000      |
| Ilha Norfolk                              | Austrália      | 1 828       |
| Ilhas Caimã                               | Reino Unido    | 47 000      |
| Ilhas Cocos (Keeling)                     | Austrália      | 596         |
| Ilhas Malvinas                            | Reino Unido    | 3 000       |
| Ilhas Pitcairn                            | Reino Unido    | 50          |
| Ilhas Virgens Americanas                  | Estados Unidos | 111 000     |
| Ilhas Virgens Britânicas                  | Reino Unido    | 23 000      |
| Jersey                                    | Reino Unido    | 89 300      |
| Marianas Setentrionais                    | Estados Unidos | 84 000      |
| Monserrate                                | Reino Unido    | 5 900       |
| Porto Rico                                | Estados Unidos | 3 991 000   |
| Samoa Americana                           | Estados Unidos | 67 000      |
| Santa Helena, Ascensão e Tristão da Cunha | Reino Unido    | 5 660       |
| São Martinho                              | Países Baixos  | 40 900      |
| Território Britânico do Oceano Índico     | Reino Unido    | 3 000       |
| Toquelau                                  | Reino Unido    | 1 400       |
| Turks e Caicos                            | Reino Unido    | 26 000      |